# Гуаїта

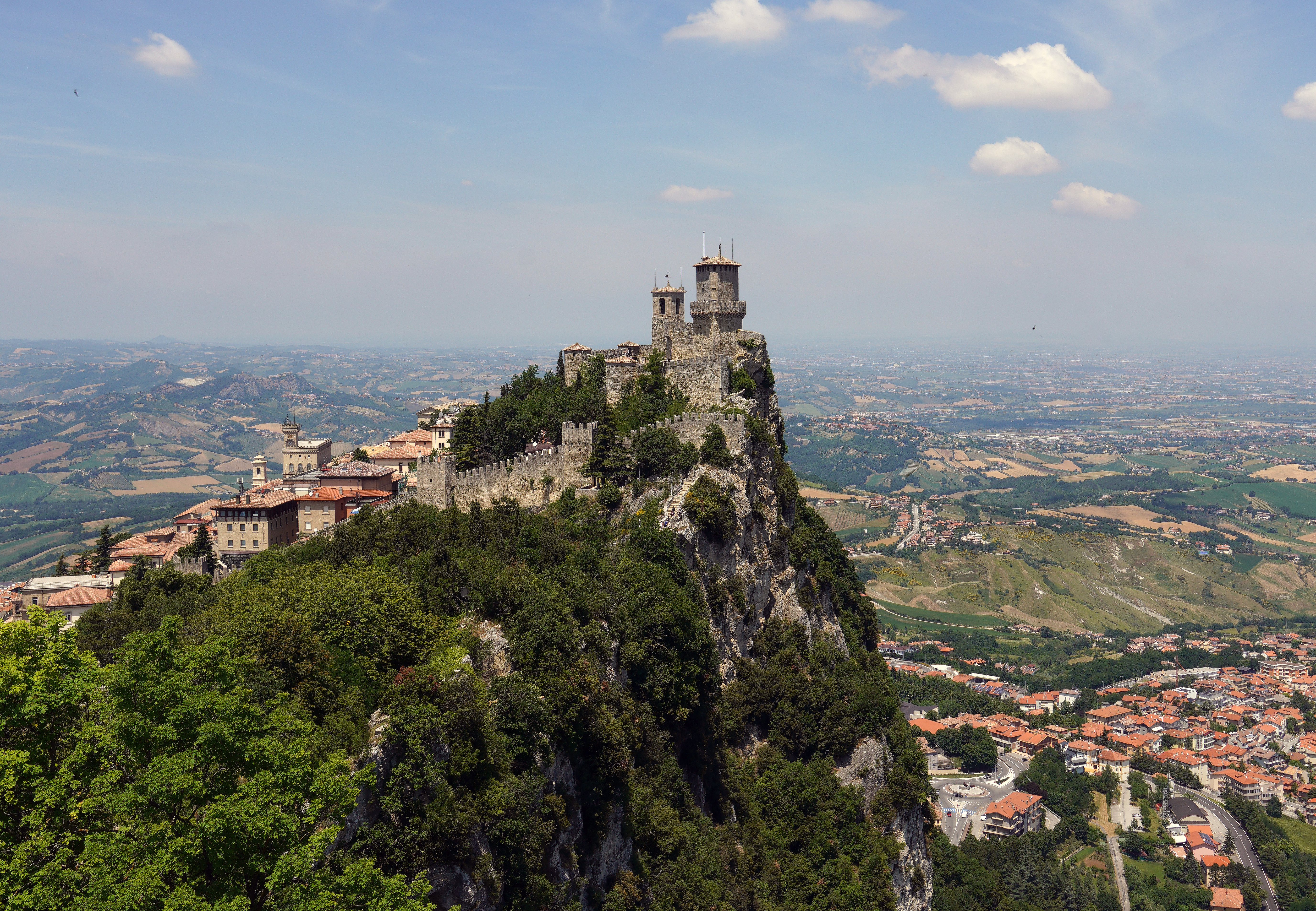

Гуаїта або Прима-Торре (італ. Guaita, Prima Torre) — одна з веж Сан-Марино на горі Монте-Титано.
У перекладі з італійської означає перша вежа. З трьох відомих веж вона була побудована першою, в XI столітті, деякий час використовувалась як в'язниця. Неодноразово (1475, 1481, 1502, 1549, 1615, 1623) вежа добудовувалась і перебудовувалась, часто слугувала жителям країни як фортеця.
Вежа складається з двох кілець стін. Внутрішнє кільце часом слугувало в'язницею аж до 1970 року, хоча зазвичай термін перебування був обмежений декількома місяцями. Надалі ув'язнених етапували до Італії.
Сьогодні вежа — один із найпопулярніших туристичних об'єктів Сан-Марино. З неї можна побачити мальовничі пейзажі, видно також італійські землі. В південній вежі розташована невелика католицька каплиця з вівтарем на честь Святої Варвари (італ. Cappella di Santa Barbara).

## Цікаві факти
- Вежу Гуаїта карбують на сан-маринських монетах номіналом 5 центів.
- Гуаїта, Честа і Монтале мають різну висоту і зовнішній вигляд, але зображаються однаковими на прапорі і гербі країни, причому, з пером на вершині.